# مدينة الظلام

صورة فيلم dark city المدينة المظلمة

مدينة الظلام (بالإنجليزية: Dark City) هو فيلم خيال علمي نيو-نوار من إخراج أليكس بروياس وبطولة روفوس سيويل، كيفر ساذرلاند، جينيفر كونلي، ريتشارد أوبراين وويليام هورت. صدر الفيلم في 27 فبراير 1998.

## وصلات خارجية
- مدينة الظلام على موقع IMDb (الإنجليزية)
- مدينة الظلام على موقع ميتاكريتيك (الإنجليزية)
- مدينة الظلام على موقع روتن توميتوز (الإنجليزية)
- مدينة الظلام على موقع نتفليكس (الإنجليزية)
- مدينة الظلام على موقع قاعدة بيانات الأفلام العربية
- مدينة الظلام على موقع ألو سيني (الفرنسية)
- مدينة الظلام على موقع Turner Classic Movies (الإنجليزية)
- مدينة الظلام على موقع أول موفي (الإنجليزية)
- مدينة الظلام على موقع بوكس أوفيس موجو (الإنجليزية)
- مدينة الظلام على موقع فيلمافينيتي (الإسبانية)